# Centro Andaluz Superior de Estudios Marinos

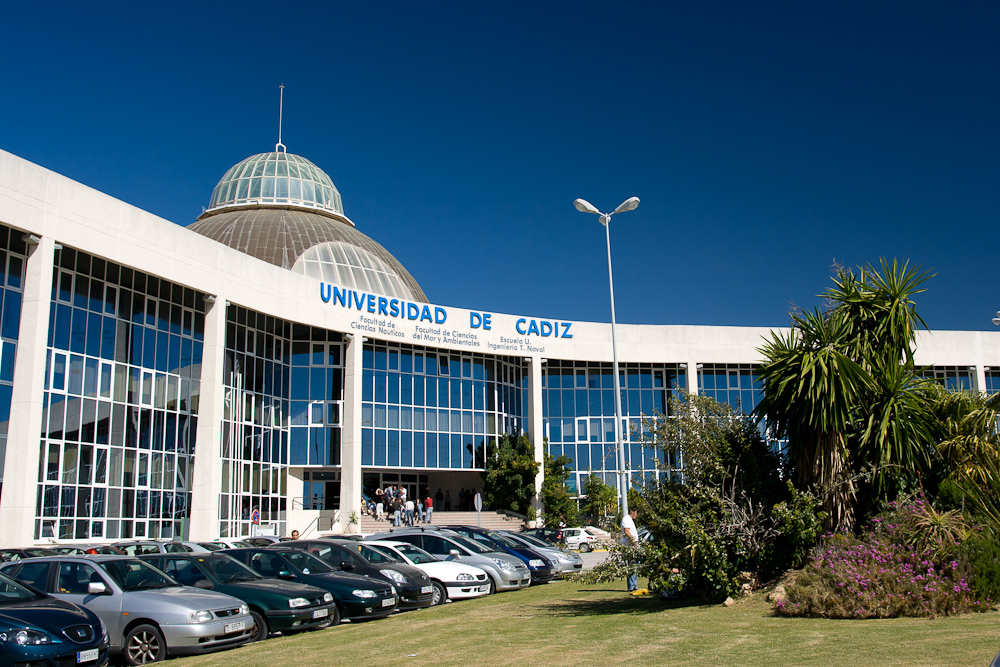
Fachada principal del CASEM

El Centro Andaluz Superior de Estudios Marinos (CASEM) fue creado en 1992, reuniendo a las tres escuelas y facultades dedicadas a asuntos marinos de la Universidad de Cádiz: la Facultad de Ciencias Náuticas, la Escuela de Ingeniería Técnica Naval y la (por aquel entonces) Facultad de Ciencias del Mar (actualmente Facultad de Ciencias del Mar y Ambientales).
Está situado en el Campus de Puerto Real de la Universidad de Cádiz, en las cercanías del parque natural Bahía de Cádiz.